# Coclois
 Coclois  es una población y comuna francesa, en la región de Champaña-Ardenas, departamento de Aube, en el distrito de Troyes y cantón de Ramerupt.

## Demografía
| 273 | 279 | 257 | 283 | 325 | 304 | 302 | 302 | 306 | 315 | 293 | 308 | 273 | 295 | 264 | 272 | 264 | 257 | 241 | 223 | 210 | 194 | 172 | 185 | 170 | 173 | 184 | 158 | 125 | 127 | 122 | 123 | 143 |
| Para los censos de 1962 a 1999 la población legal corresponde a la población sin duplicidades (Fuente: INSEE [Consultar]) |     |     |     |     |     |     |     |     |     |     |     |     |     |     |     |     |     |     |     |     |     |     |     |     |     |     |     |     |     |     |     |     |